# Parc d'État de Grizzly Creek Redwoods
Le parc d'État de Grizzly Creek Redwoods (en anglais : Grizzly Creek Redwoods State Park) est un parc d'État de Californie, aux États-Unis, abritant des bosquets de séquoias côtiers dans trois unités distinctes le long de la rivière Van Duzen. Il est situé à 32 km au sud d'Eureka, en Californie. Le petit parc (170 ha) a été créé grâce à un don d'Owen R. Cheatham, fondateur de Georgia-Pacific Corporation, qui voulait conserver à perpétuité le peuplement de séquoias. Créé à l'origine en 1943, le parc a atteint une surface de 171 ha, lorsque Cheatham Grove, à 6,4 km à l'ouest de l'unité principale, a été ajouté au parc en 1983 grâce aux efforts de la Save the Redwoods League. 

## Utilisation
Le parc est si isolé en raison de son emplacement éloigné de la principale artère régionale, la Route US 101, qu'un jour de semaine, un visiteur peut être la seule personne dans l'un des nombreux bosquets. Cheatham Grove a un petit sentier d'environ un mile de long et a été l'un des sites de tournage du volet de Star Wars Le Retour du Jedi sous le nom de Forêt Lunaire d'Endor. On trouve aussi un séquoia albinos le long du sentier, qui est le lieu d'une Redwood Edventure Quest. 

## Proposition de fermeture
Grizzly Creek Redwoods State Park était l'un des 70 parcs d'État de Californie dont la fermeture était prévue pour juillet 2012 dans le cadre d'un programme de réduction du déficit. Il était auparavant l'un des nombreux parcs d'État menacés de fermeture en 2008. Ces fermetures ont finalement été évitées en réduisant les heures et le système de maintenance. 

## Voir également
- Liste des parcs d'État de Californie